# Launoy
Launoy ist eine französische Gemeinde mit 98 Einwohnern (Stand: 1. Januar 2022) im Département Aisne in der Region Hauts-de-France (frühere Region: Picardie). Sie gehört zum Arrondissement Soissons und zum Kanton Villers-Cotterêts. Sie wurde mit dem Croix de guerre ausgezeichnet.

## Geographie
Die Gemeinde am Ru de Launoy, der als Quellbach der Crise der Aisne zufließt, liegt rund 16 Kilometer südsüdöstlich von Soissons und 28 Kilometer nördlich von Château-Thierry. Nachbargemeinden von Launoy sind Muret-et-Crouttes im Norden, Arcy-Sainte-Restitue im Osten, Beugneux im Süden, Grand-Rozoy und Hartennes-et-Taux im Westen und Droizy im Nordwesten. Zu Launoy gehören die Ortsteile Neuville-Saint-Jean, L’Ermitage und Les Bovettes.

## Bevölkerungsentwicklung
| Jahr                       | 1962 | 1968 | 1975 | 1982 | 1990 | 1999 | 2006 | 2013 | 2022 |
| Einwohner                  | 83   | 83   | 75   | 71   | 63   | 69   | 92   | 102  | 98   |
| Quellen: Cassini und INSEE |      |      |      |      |      |      |      |      |      |

## Sehenswürdigkeiten
- Ruine der im Ersten Weltkrieg zerstörten alten Kirche Saint-Cénéric
- neue Kirche der Jungfrau (Église de la Vierge)
- Der Hof von Neuville-Saint-Jean, im 12. Jahrhundert vom Kloster Saint-Jean-des-Vignes in Soissons errichtet, mit Taubenhaus aus dem 16. Jahrhundert; 1995 als Monument historique klassifiziert (Base Mérimée PA00115776).

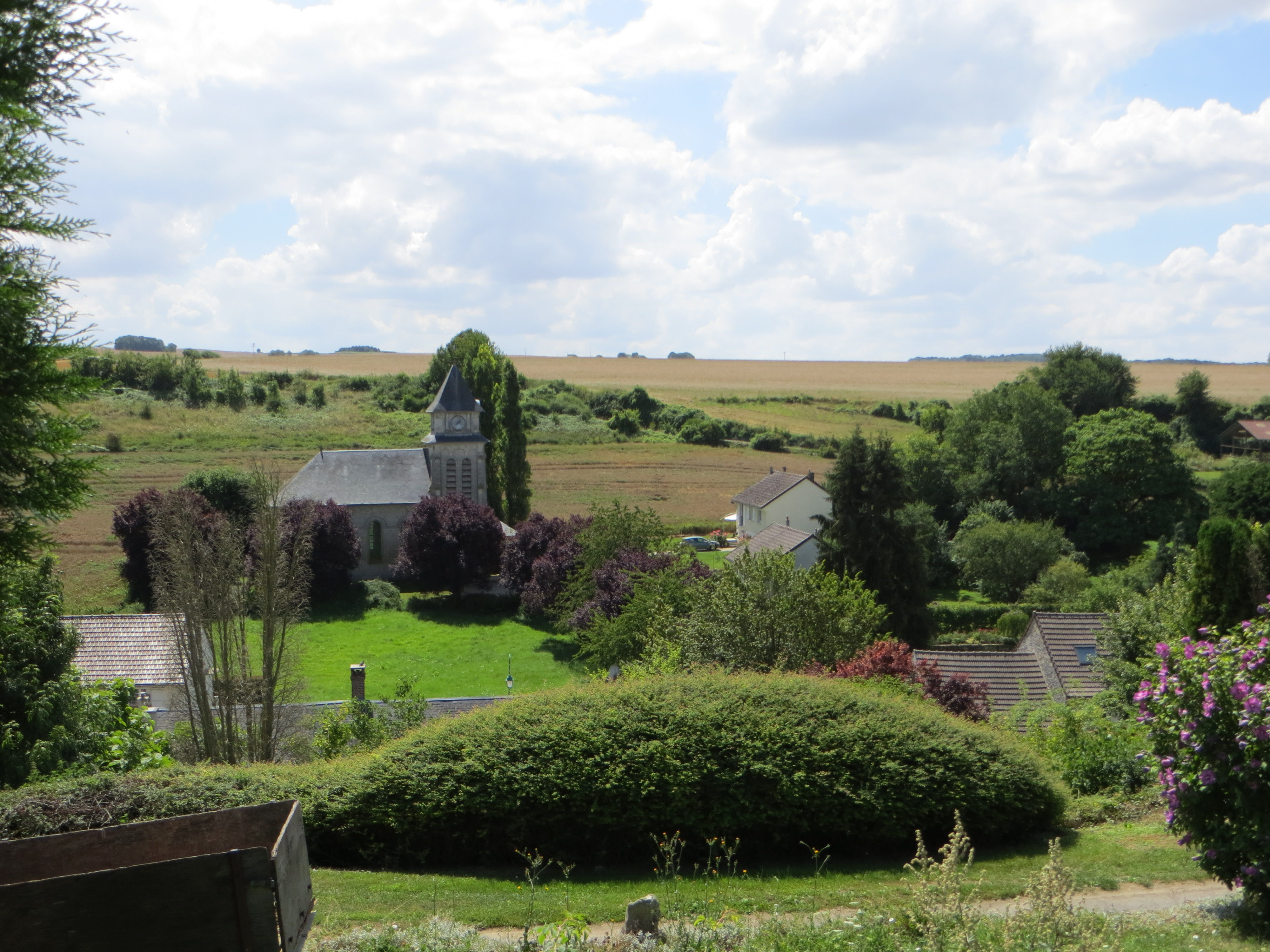
Kirche der Jungfrau
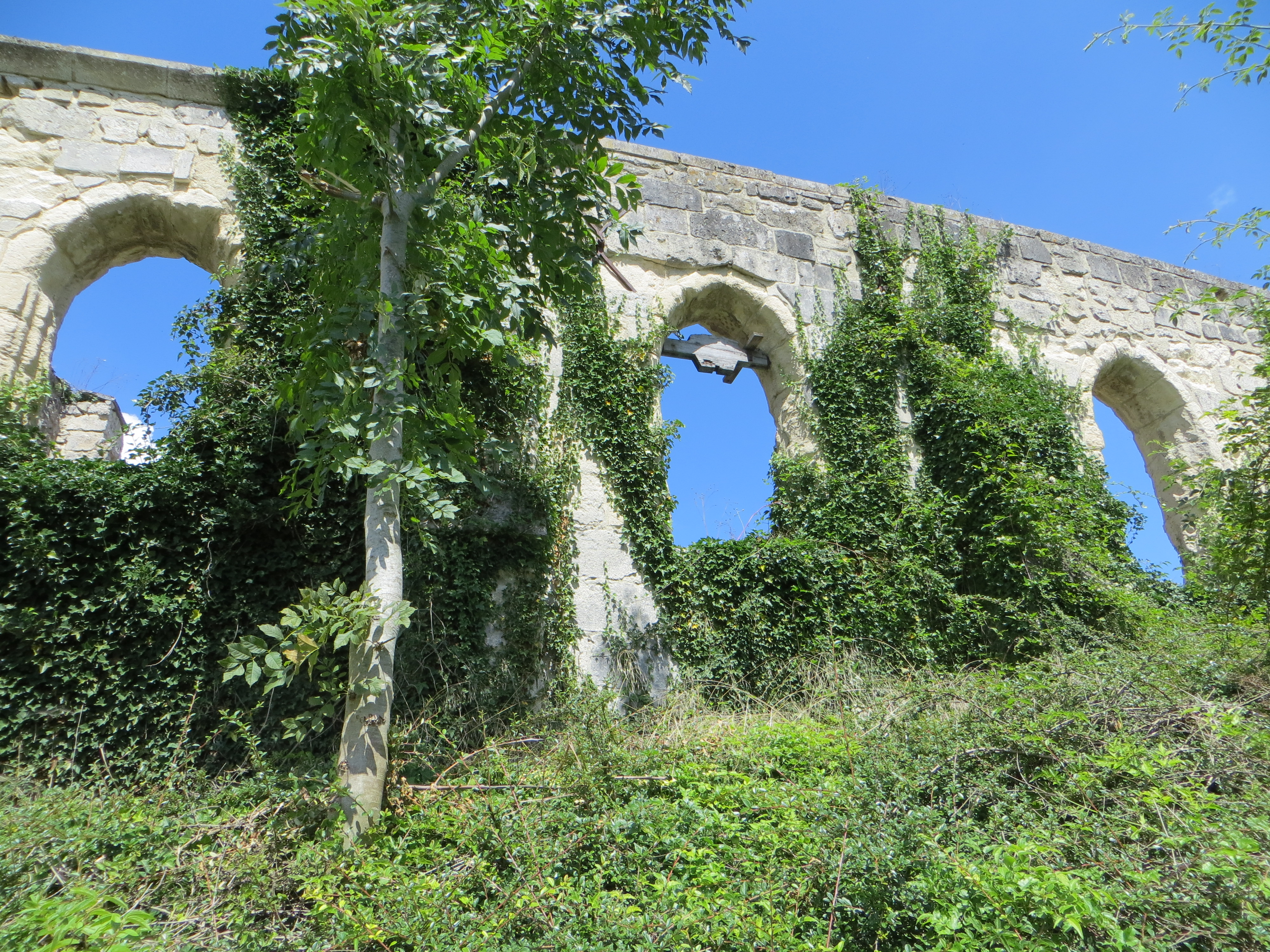
Ruinen der Kirche Saint-Cénéric
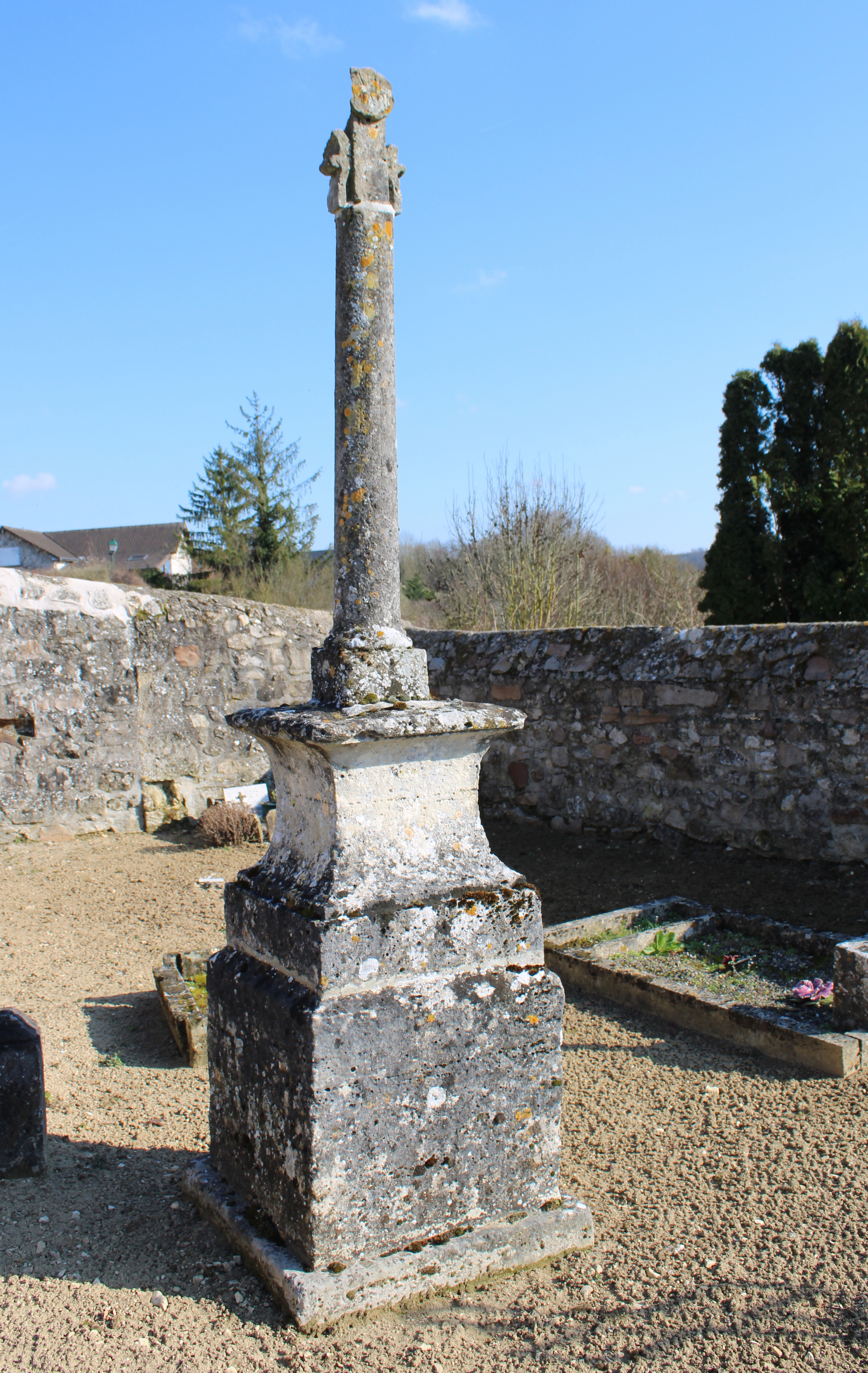
Calvaire auf dem Friedhof